# Apparition mariale de Knock
Pour les articles homonymes, voir Knock.
L'apparition mariale de Knock ou l'apparition de Notre-Dame de Knock est la désignation donnée à l'apparition de la Vierge Marie qui aurait eu lieu à Knock (Irlande) le 21 août 1879 vers 19 h. Cette apparition de la Vierge Marie, observée par une quinzaine de témoins, aurait été accompagnée d'autres personnes (de saint Joseph, de saint Jean, d'anges et de Jésus-Christ représenté comme « l'Agneau de Dieu »). Aucune parole ou message n'ont été transmis aux voyants durant les deux heures d'apparition dont ils ont dit avoir été témoins.
Très vite, l'évêque du lieu ouvre une enquête canonique (en octobre de la même année), mais, malgré l'avis favorable de la commission, l'évêque choisit de ne pas se prononcer officiellement. En 1936, le nouvel évêque ouvre une nouvelle enquête qui aboutit elle aussi à un avis favorable du caractère surnaturel des événements, et l'évêque envoie le dossier au Saint-Siège. L'évêque n’effectue aucune déclaration canonique de reconnaissance de l'apparition. Plusieurs papes sont allés prier à Notre-Dame de Knock, dont Jean-Paul II ou François.
Dans un contexte de fortes tensions politiques et sociales du peuple irlandais face à l'autorité britannique, cette apparition a un grand écho et impact dans la population en 1880. Très vite, dans les mois qui suivent, les premiers pèlerins affluent vers le lieu de l'apparition déclarée. Après une phase de déclin, le pèlerinage au sanctuaire de Knock est relancé dans les années 1930. Il accueille aujourd'hui plus d'un million de pèlerins par an.
Jamais à ce jour, ni l'évêque du lieu, ni le Vatican ne se sont prononcés pour une reconnaissance canonique.

## Historique

### Le contexte
Le village de Knock en 1879 était situé à l'écart des axes de communication et de la vie économique du pays. Il compte alors une douzaine de maisons. La population cultivaient la pomme de terre qui était la base de son alimentation. La viande et le thé étaient consommés uniquement lors de grandes occasions. L'Irlande étant toujours sous domination britannique, la question de l'autonomie gouvernementale irlandaise était une question brûlante.
Une dizaine d'années plus tôt avait débuté la guerre agraire dans le comté de Mayo, et la Ligue Nationale Irlandaise (en) militait pour améliorer le sort des paysans pauvres irlandais. À cette époque, les paysans irlandais n'étaient pas propriétaires des terres qu'ils travaillent. De fortes tensions politiques et sociales agitaient les populations (qui demandaient le droit de devenir propriétaires de leurs terres) et l'occupant anglais. Le clergé catholique avait parfois des attitudes ambivalentes, ne soutenant pas la population dans ses revendications, par crainte d'actions violentes et la de répression anglaise,,.
L'empire britannique tentait également d'imposer la langue anglaise sur la population, interdisant la pratique du gaélique dans les écoles, ce qui avait pour conséquence que la jeune génération ne parlait plus le gaélique, alors que les plus anciens, ne comprenaient pas encore l'anglais. Ainsi, il est rapporté que le curé du village devait faire chaque dimanche son prêche en anglais et en irlandais pour être compris des jeunes (qui ne comprenaient que l'anglais) et des vieux (qui ne comprenaient que le gaélique). Enfin, le gouvernement proposait des aides alimentaires aux plus pauvres, uniquement si les populations acceptaient de renier leur foi catholique, et de se convertir à l'anglicanisme.

### Récit de l'apparition

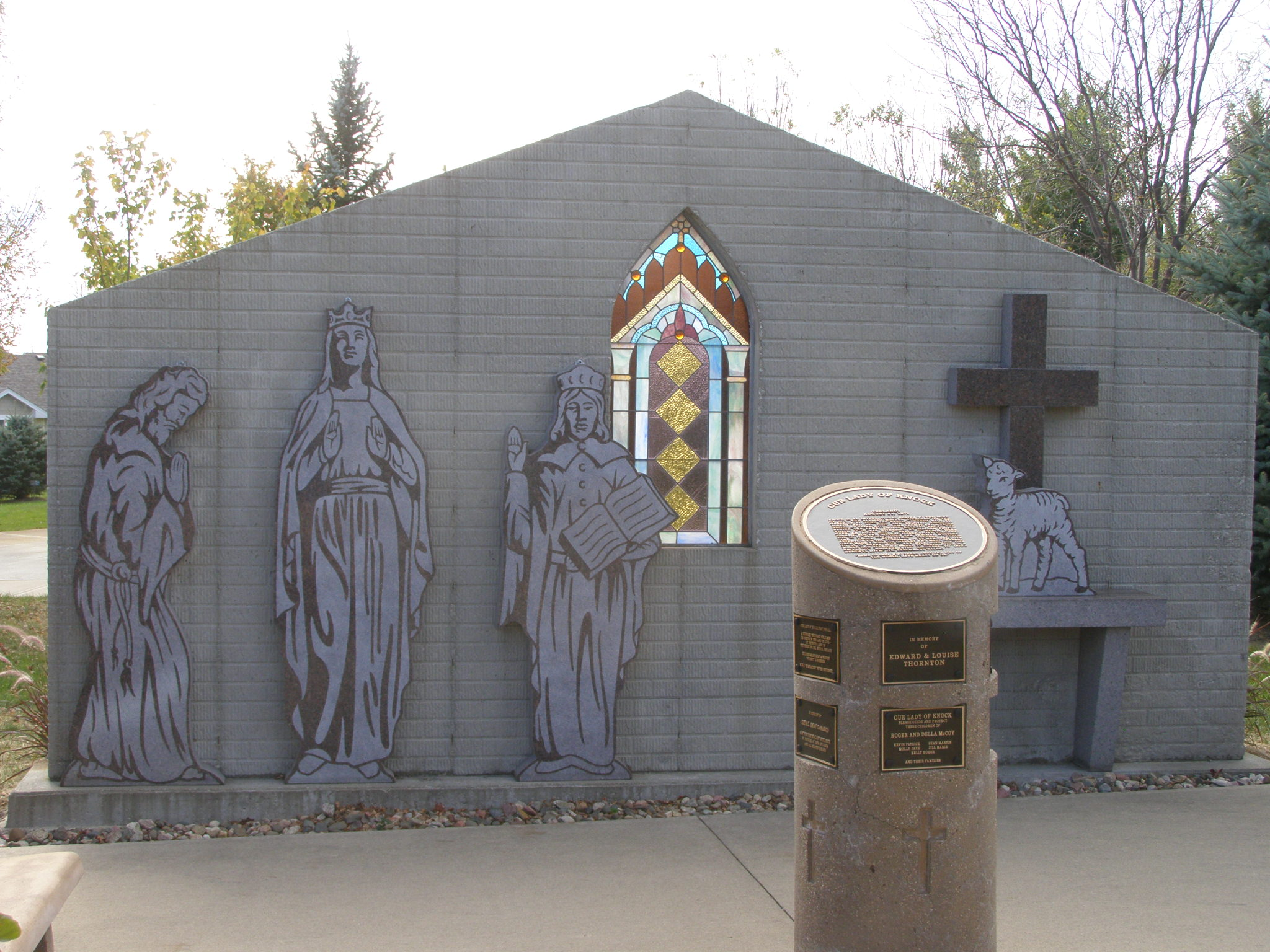
Représentation de la scène de l'apparition dans la paroisse de Trinity Heights à Sioux City (États-Unis).

La soirée du jeudi 21 août 1879 est très humide. Vers 19 h, la pluie se met à tomber à verse lorsque Marguerite Byrne, une fille du village âgée de Modèle:Nbre, rentre chez elle et voit une lumière insolite sur le mur extérieur de l'église, le pignon de la petite église du village, mais elle n'y prend pas garde. Peu après, une femme de 26 ans, Mary McLoughlin, passe à son tour et voit trois personnages « comme éclairés sur le même mur ». Sa première réaction est de penser qu'il s'agit de statues, et elle continue sa route. Lorsqu'elle repasse dans la rue, accompagnée par une autre femme, elle remarque que les « statues bougent », et comprend qu'il s'agit d'une « apparition ». D'autres personnes commencent à arriver sur les lieux, et Mary va avertir le curé qui n'accorde aucune importance à ses déclarations. C'est une vingtaine de personnes différentes qui se rassemblent et vont observer cette scène extraordinaire. Certains vont rester jusqu'à une heure voire une heure et demie, d'autres repartent au bout de 15 à 20 minutes, trempés par la pluie,,. Pendant près de deux heures, un groupe oscillant entre 2 et 25 personnes se tiennent debout ou s'agenouillent en regardant les personnages tandis que la pluie les frappe dans l'obscurité croissante,.
Les témoins ont déclaré avoir vu une apparition de Notre-Dame, saint Joseph et saint Jean l'Évangéliste à l'extrémité sud du pignon de la petite église paroissiale (l'église Saint-Jean-Baptiste). Derrière eux et un peu à gauche de saint Jean, se trouvait un simple autel. Sur l'autel se trouvait une croix et un agneau, avec des anges adorateurs. Si la vision est resté statique, un voyant précise que « les personnages semblaient se déplacer légèrement, avançant et reculant »,,. Cette vision est restée parfaitement silencieuse, aucun des personnages ne « parlant »,. Un fermier, à environ 800 mètres de la scène, a décrit plus tard ce qu'il voyait comme un grand globe (d'apparence circulaire) de lumière dorée, au-dessus et autour du pignon. 

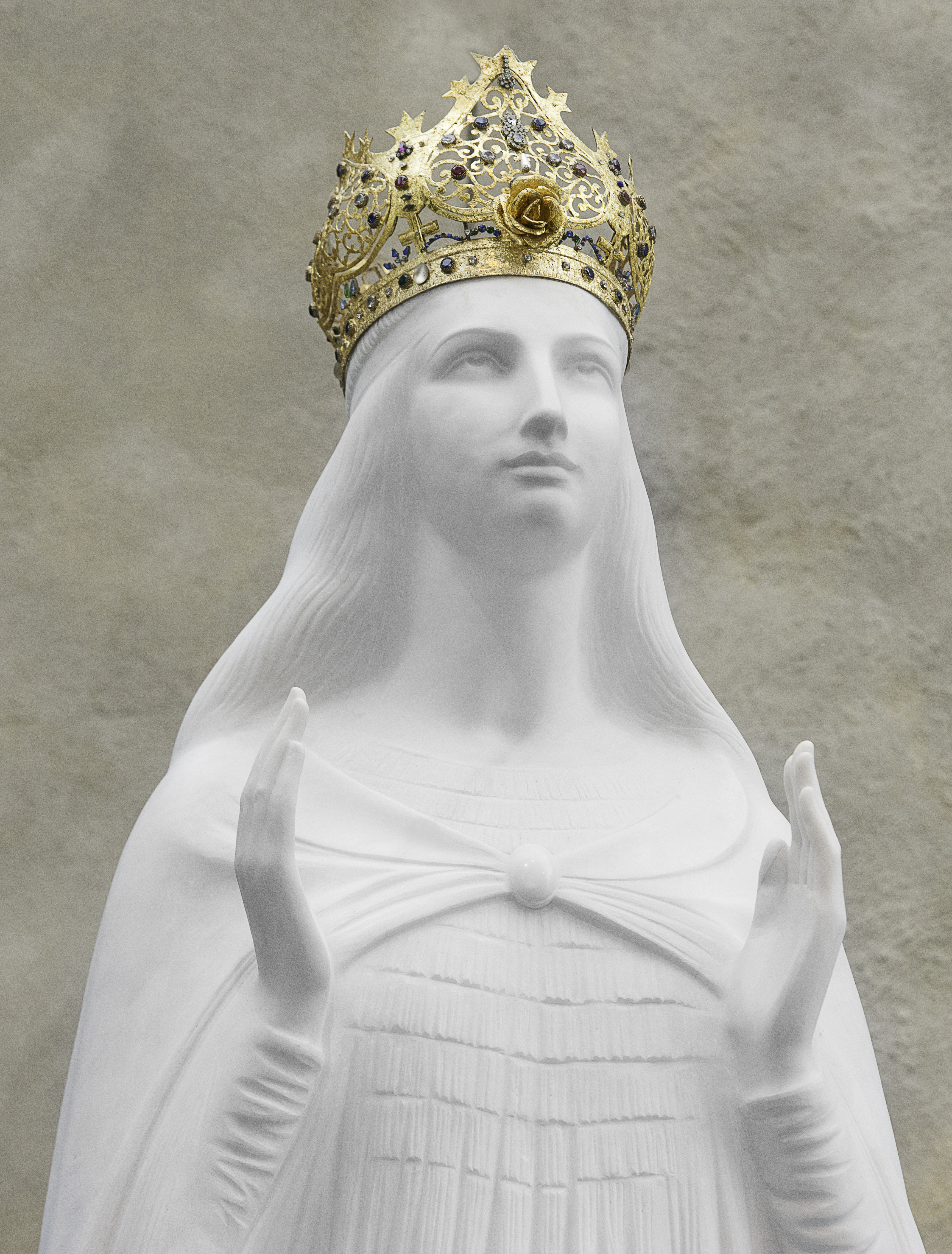
Statue de la Vierge Marie, dans la chapelle des apparitions de Knock.

La vision de Marie a été décrite comme étant belle, se tenant à 60 cm au-dessus du sol. Elle portait une cape blanche, suspendue en plis pleins et attachée au cou. Elle a été décrite les yeux levés vers le ciel, les mains levées au niveau des épaules ou un peu plus haut, les paumes se faisaient face l'une à l'autre, comme si « Elle était en prière ». Elle portait une couronne brillante sur la tête, et sur le front, au bas de la couronne, une belle rose,,.
Saint Joseph, également vêtu d'une robe blanche, se tenait à la droite de la Vierge. Sa tête était penchée en avant, des épaules tournées vers la Sainte Vierge. Un voyant précise : « il semblait en train de rendre hommage à Marie ». Il est décrit avec « des moustaches grises et une chevelure grisonnante ». Ses mains étaient jointes, comme celles d'une personne en prière. Saint Jean l'Évangéliste se tenait à gauche de la Sainte Vierge. Il était vêtu d'une longue robe et portait une mitre. Il était en partie détourné des autres personnages. Certains témoins ont rapporté que saint Jean semblait prêcher et qu'il tenait ouvert un grand livre dans sa main gauche (un livre de messe ou un évangile). À gauche de saint Jean se trouvait un autel, avec un agneau dessus, et une croix debout sur l'autel derrière l'agneau,,. 
Ceux qui ont été témoins de l'apparition se sont tenus sous la pluie battante pendant près de deux heures en récitant le chapelet. Lorsque l'apparition a commencé, il y avait une bonne lumière, mais bien que la lumière diminue et devienne très sombre, les témoins pouvaient encore voir les personnages très clairement - ils semblaient être de la couleur d'une lumière argentée brillante. Les apparitions n'ont pas scintillé ni bougé de quelque façon que ce soit. Les témoins ont rapporté que le sol autour des personnages est resté complètement sec pendant l'apparition, bien que le vent soufflait du sud, et qu'il pleuvait fort. 
Le témoin le plus âgé était une femme d'environ 74 ans, le plus jeune était un enfant, John Curry âgé de 6 ans lors des faits. Le garçon, trop petit pour voir par dessus le mur de clôture, a été porté par un cousin, ainsi il a pu admirer ce qu'il appelait les « grands bébés ». Le nombre de voyants évolue dans le temps, oscillant de 2 à 25 environ, avec une moyenne d'une quinzaine. Certains rentrant chez eux (avant la fin), trempés jusqu'aux os.
Remarque
Dans ses travaux, John White semble indiquer que cette apparition silencieuse se serait poursuivie durant trois années. Aucune autre source n'en fait mention.

### Les voyants
Les voyants cités par les différentes sources sont, :
- famille Byrne :  Margaret Byrne (la mère, 68 ans), les enfants Mary Byrne (29 ans), Margaret Byrne (21 ans), Patrick Byrne (16 ans), Dominick Byrne (son frère, 20 ans), Dominick Byrne (cousin du précédent et homonyme), Dominick Byrne sénior (36 ans).
- Mary MacLoughlin (45 ans), Catherine Murray (9 ans), Patrick Hill (11 ans), John Durkan (24 ans), John Curry (6 ans), Judith Campbell (22 ans), Bridget Trench (75 ans), Patrick Walsh (65 ans), Hugh Flatley (45 ans, et deux voisines de Mary Byrne).

## Suites et conséquences de l'apparition

### Enquête de l’Église
Première enquête

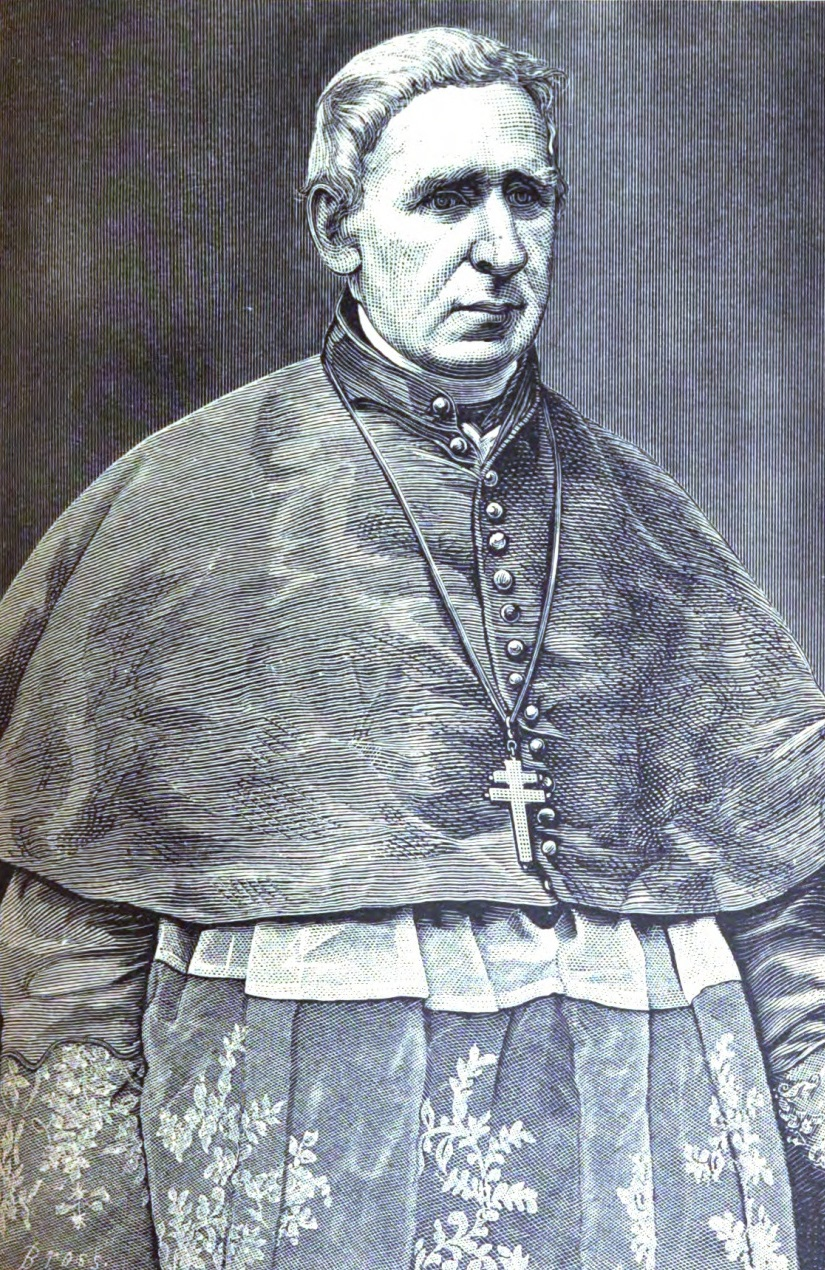
Mgr, qui a fait mener la première enquête canonique sur l'apparition.

Une commission ecclésiastique d'enquête a été établie par l'archevêque de Tuam (en), Mgr John MacHale (en), le 8 octobre 1879. La commission était composée d'un érudit et historien irlandais, le chanoine Ulick Bourke (en), le chanoine James Waldron, ainsi que le curé de la paroisse de Ballyhaunis et l'archidiacre Bartholomew Aloysius Cavanagh. Des dépositions de témoins ont été enregistrées dans les mois qui ont suivi,. La commission a retenu quinze dépositions de voyants, âgés de 6 à 75 ans. Cependant, les personnes interrogées n'ont été soumises ni à un contre-interrogatoire ecclésiastique intense ni à des interrogations par les autorités civiles, comme cela s'est produit sur d'autres sites d'apparition. Même les journalistes qui ont interrogé les témoins, dans les mois suivants étaient généralement plus bienveillants que sceptiques.
Les éléments rassemblés lors de l'enquête ont satisfait tous les membres de la commission et les témoignages ont été jugés « dignes de confiance et satisfaisants ». Parmi les éléments d'enquête, il y avait le fait de savoir si l'apparition provenait de causes naturelles et s'il y avait une fraude. Pour le premier point, la conclusion de l'analyse était qu'aucune cause naturelle ne pouvait expliquer le phénomène ; et pour le second, aucune solution technique de « trucage » proposée n'a été considérée comme satisfaisante pour expliquer le phénomène (lanterne magique, hallucination, hystérie collective). Au printemps 1880, la commission rend un avis positif, mais l'évêque, ne prononce aucune déclaration officielle de reconnaissance, contrairement à l'attente populaire. Yves Chiron émet l'hypothèse que, dans un climat de tension sociale et politique, l'évêque « n'a pas voulu provoquer l'occupant anglais et sa religion officielle, l'anglicanisme ». L'évêque encourage néanmoins la poursuite des pèlerinages et de la dévotion populaire et la transmission du message spirituel en le détachant au maximum des mouvements et idéologies politiques qui traversent le pays dans ces années. Knock devient rapidement un « Lourdes irlandais », si l'on compare les deux sites au niveau de la fréquentation et du nombre de guérisons déclarées,.
Seconde enquête
En 1936, Mgr Thomas Gilmartin (en), archevêque de Tuam (en) décide de relancer la reconnaissance officielle et canonique de cette apparition. Il met sur place une seconde commission d'enquête qui ne peut s'appuyer sur les éléments et conclusions de la première commission car la plupart des documents des premières années à Knock étaient perdus (à cette époque). Cette commission s'appuie sur des entretiens avec le dernier des témoins survivants (qui ont confirmé les éléments qu'ils avaient déjà fournis à la première commission ), leurs enfants, des articles de presse et des œuvres de dévotion imprimés dans les années 1880, qui décrivaient le culte en développement sous un jour positif. En 1937, un Irlandais de Knock  émigré à New-York, John Curry, informé par la presse de la tenue de ce procès, contacte la commission et lui donne également son témoignage sur ces événements,. Après étude du dossier, la commission d'enquête conclut, comme la précédente, à un avis favorable de la reconnaissance de l'apparition. L'évêque rassemble le dossier et l'envoie au Vatican,.
Documents originaux
À l'été 1995, alors John White fait des recherches à Washington DC parmi les archives de Margaret Anna Cusack (en), fondatrice des Sœurs de Saint Joseph de la Paix (en), il découvre une boîte contenant les dépositions originales et non éditées de plusieurs des témoins de l'apparition du 21 août 1879, le manuscrit original du récit réalisé par le curé, les dépositions et les déclarations des témoins en 1880, et des centaines d'autres documents et lettres de personnes cherchant ou réclamant des guérisons par l'intercession de Notre-Dame de Knock. Pour l'historien, ces documents emportés par la religieuse lors de son départ aux États-Unis, permettent de mieux comprendre la relation entre la religion et le nationalisme en Irlande au XIXe siècle ainsi que la révolution religieuse entrainée par cet événement.
Marques de dévotion
Bien que deux commissions d'enquêtes canoniques se soient prononcées favorablement pour la reconnaissance de l'apparition de Knock, et que tout le dossier d'enquête ait été envoyé au Saint-Siège en 1936, ni l'évêque du lieu, ni les autorités du Vatican ne se sont canoniquement prononcées sur une « reconnaissance officielle » selon les normes canoniques. Yves Chiron précise que « la reconnaissance canonique du caractère surnaturel des faits n'a pas encore eu lieu de manière formelle », même si différentes marques publiques de vénération des plus hautes autorités de l’Église, « montrent que l’Église a authentifié l'apparition de 1879 ». Ainsi, les visites in-situ des papes Jean-Paul II et François, et leur prière sur le lieu de l'apparition, ont « apporté une reconnaissance papale implicite » à cette apparition,. De même, Joachim Bouflet rappelle que jamais à ce jour, ni l'évêque du lieu, ni le Vatican ne se sont prononcés formellement pour une reconnaissance canonique.

### Interprétations du phénomène

#### Interprétations religieuses
John White voit dans le silence de l'apparition un lien direct, une conséquence de la transition linguistique en cours en Irlande à cette période : les plus jeunes enfants ne parlaient plus le gaélique (interdit par l'autorité anglaise), alors que les plus anciens n'avaient pas encore appris l'anglais. Ainsi, parmi les voyants, le plus jeune ne parlait qu'anglais, et la plus âgée ne parlait que gaélique. Un message oral, dans une langue ou une autre aurait pu avoir des interprétations (et conséquences) politiques assez fortes. John White indique que lors de la diffusion de l'apparition de Knock dans le monde irlandais, les écrivains et les partisans du culte en développement de Notre-Dame de Knock ont interprété ce « silence de la Vierge » comme le signe, la marque, que cette apparition à Knock, n'était pas « un signe de faveur envers une personne ou un groupe », mais qu'elle avait lieu « au profit de la nation irlandaise toute entière » (y compris les expatriés, déjà nombreux). Le peuple irlandais, à partir de ce silence, pouvant composer son propre message (venu du ciel). Cette apparition silencieuse a également été interprétée comme confirmant les Irlandais dans leur pratique actuelle du catholicisme, ou comme l’offre de secours et de soutien de la Vierge dans la lutte contre les catastrophes provoquées par les Britanniques contre les Irlandais. 
Cette apparition silencieuse, sans aucun message, a suscité des interprétations diverses. Pour Yves Chiron, le message n'est pas seulement marial, mais également eucharistique comme « l'attestent l'autel et l'agneau Pascal ». Des commentateurs y voient une référence aux âmes du purgatoire, car ils notent que le 21 août, le curé du village « venait de terminer un cycle de cent messes à l'intention des âmes du purgatoire » et que le tableau décrit par les voyants pouvait correspondre à « la représentation de la glorieuse vision vers laquelle soupirent les saintes âmes du Purgatoire que nombre d'elles avaient atteintes » grâce au cycle de messes du prêtre. Pour certains catholiques, l'apparition a une signification eschatologique significative. Des érudits eschatologiques, comme Emmett O'Reagan, ont fait un travail d'interprétation du message reçu dans le village. Pour le frère James, franciscain, la présence de saint Joseph est en lien la déclaration du pape Pie IX de saint Joseph « patron de l'Église universelle » faite en 1870 (soit quelques années avant). Mais pour lui, le message de Knock se trouve surtout en lien avec le livre de l'Apocalypse.

#### Interprétation et influence politique

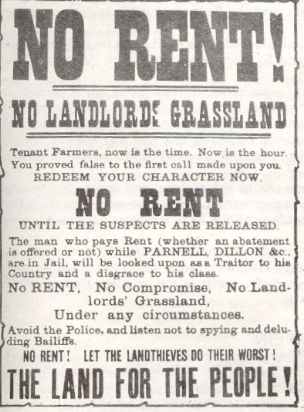
Prospectus diffusé par la.

L'apparition de Knock s'est produite au début de la guerre agraire, et dans la région même où ce conflit avait débuté (le Comté de Mayo). De plus, le fait que des personnalités soutenaient (en même temps) les deux mouvements (la réforme agraire et l'apparition de Knock) risquait de créer une confusion (ou récupération) politique de cet événement religieux. C'est pourquoi, de nombreux écrivains (dévoués à la cause de l'apparition) ont pris soin de ne pas établir de liens explicites entre le pèlerinage et le mouvement de la Ligue Nationale Irlandaise (en). Dans leur désir de voir le pèlerinage approuvé par l'archevêque de Tuam (en), Mgr John MacEvilly, ils ont pensé qu'il était préférable de garder les messages politiques à l'écart de l'apparition. D'ailleurs, l'archevêque avait la réputation d'être ambivalent au sujet des mouvements sociaux, et il était connu pour être dans le camp épiscopal de Mgr Edward MacCabe, de évêque de Dublin, qui était ouvertement hostile à l'agitation politique en Irlande. Mais John White souligne que « ce qui est peut-être plus significatif que le manque de déclarations explicites liant la Vierge à la Ligue irlandaise (en), est le fait que personne n'ait inséré de rhétorique « anti-Ligue » dans la bouche de la Vierge ».
Des écrivains et journalistes ont réalisé des reportages sur Knock et le comté de Mayo, qui ont été diffusés par la presse (comme le Irish World of New York ou le Boston Pilot (en)) auprès des populations irlandaises émigrées. C'est pourquoi ces deux mouvements (politique et religieux) ont très vite échappé à la population locale pour être repris et animés par des figures « d'un monde irlandais international ». Du coup, les événements ont été de plus en plus interprétés comme étant d'importance nationale plutôt que locale. Cela signifiait que « l'apparition de Knock » ne représenterait pas principalement les intérêts de la localité mais ceux des Irlandais du monde entier. Yves Chiron ajoute : la nouvelle de cette apparition « va être un réconfort pour tous le pays ».
John White écrit que « les chercheurs ont cherché à expliquer les visions de Knock en réaction à l'effet modernisant de la guerre agraire. Certains voient Knock comme un mouvement social conservateur soutenu par le clergé comme une alternative à la Ligue Irlandaise, tandis que d'autres affirment que Knock s'appuie sur une ancienne tradition de prophétie paysanne millénaire ». Mais il ajoute qu'à la lumière des documents trouvés en 1995 dans les archives de Margaret Anna Cusack (en), aucune de ces théories n'est satisfaisante. Pour lui, Knock n'était pas une réaction d'arrière-garde contre les forces de la modernité : c'était en soi une force et une manifestation de la modernité.
Ainsi, en s'appuyant sur ces écrits historiques, le chercheur affirme que le mouvement de la Ligue Nationale Irlandaise (en) et le pèlerinage à Knock n'étaient pas des mouvements alternatifs se développant en opposition l'un à l'autre mais sont en fait des mouvements complémentaires, « Knock étant pour les Irlandais un moyen de sacraliser et de donner un sens au nouveau monde qu'ils essayaient eux-mêmes de créer ».
Pour Eugene Haynes (en), sociologue et auteur de Knock : L'apparition de la Vierge en Irlande au dix-neuvième siècle, interprète cette apparition comme « une forme de critique des membres du clergé qui ne soutenaient pas les paysans qui s'irritaient contre l'occupation britannique ».

#### Analyse sceptique
Selon Joe Nickell, en plus de « graves divergences » dans les récits des témoins, il est possible que des phénomènes naturels expliquent l'apparition. Avec l'aide d'un astronome qui a recréé le ciel de l'époque via un ordinateur, il a été déterminé que le soleil du soir était au-dessus de l'horizon pendant la durée de l'événement. Il y avait aussi une école près du site avec un mur incliné vers le pignon sud de l'église. La suggestion est que le soleil a servi de source de lumière, qui s'est reflétée sur les fenêtres de l'école (présumée avoir été là) et a produit une « version naturelle d'un effet de lanterne magique ». Nickell explique que « des formes étranges [à partir de réflexions diffuses] pourraient produire les effets de paréidolie requis ... chez les individus sensibles, en particulier ceux qui étaient motivés pour voir quelque chose de "miraculeux" et connaissaient des images saintes similaires ».

### Récits de miracles et premiers pèlerinages

#### Premiers pèlerinages
Dès le début de l'année 1880, les premiers pèlerins viennent sur le site de l'apparition. En mars, un groupe de pèlerins vient de Limerick (à 150 km) en train puis en voiture à cheval, et un autre groupe vient de Cork (à 250 km). En août, un groupe de mille jeunes hommes venu de Manchester en Angleterre, arrive à son tour sur le lieu de l'apparition.
Le développement des chemins de fer et l'apparition d'articles dans des journaux locaux et nationaux ont alimenté l'intérêt pour le petit village de Knock. Des informations faisant état « d'événements étranges dans un petit village irlandais » ont été publiées presque immédiatement dans les médias internationaux, notamment The Times (de Londres). Des journaux aussi éloignés géographiquement que ceux de Chicago ont envoyé des journalistes pour couvrir le phénomène de Knock. Le chanoine Ulick Bourke (en) s'est joint à Timothy Daniel Sullivan et Margaret Anna Cusack (en) pour développer Knock en tant que lieu de pèlerinage marial national. Les pèlerinages à Knock combinaient les pratiques traditionnelles irlandaises comme faire des processions tout autour de l'église, célébrer les vigiles nocturnes, pratiquer des marques de dévotion comme le chemin de croix, les bénédictions, les processions ou chanter les litanies.

#### Récits de miracles
P.J. Gordon cordonnier à Claremorris avait une fille de 12 ans nommée Delia. Sourde de naissance, elle souffrait de violentes douleurs à l'oreille gauche. Dix jours après l’apparition du 21 août, il se rendit à Knock, en famille, et participa à la messe. Au cours de l'Eucharistie, Delia se mit à hurler de douleur, tellement celle-ci devenait intolérable. Sa mère sortit alors avec la jeune fille à l'extérieur de l'église à l'endroit où « l'apparition s'était produite », Mme Gordon ramassa ou gratta un peu de ciment du mur de l'église (mur sur lequel l'apparition avait été vue), et après avoir fait le signe de la croix sur sa fille avec ce fragment de ciment, toucha l'oreille malade de l'enfant. L'enfant fut guérie instantanément. Le récit de cette « guérison miraculeuse » et la méthode employée par la mère de Delia a fait l'objet d'un article de presse part de T.D. Sullivan (journaliste au The Nation) en 1880. La nouvelle fit sensation, et reçut alors une énorme publicité, donnant la conviction à une partie de la population « que le ciment de l'église avait un puissant effet thaumaturgique »,. Si bien que très vite, le mur de l'église a été déchiré par des pèlerins qui ont ébréché le ciment, le mortier et les pierres pour les ramener en souvenirs voire les utiliser comme des remèdes.
Knock est devenu rapidement, un « second Lourdes », attirant non seulement des Irlandais mais aussi les catholiques d’Europe et d’Amérique. Des références à Knock comme étant un « autre Lourdes » ont continué à apparaître dans les articles de presse et les récits des pèlerins tout au long des années 1880. Les articles de presse sur l'apparition ont commencé en janvier 1880 et sont rapidement devenus très importants. Des centaines de rapports ont été publiés sur des personnes miraculeusement guéries de diverses maladies grâce à l'utilisation de ciment de l'église de Knock. La publicité et les miracles ont amené une foule de pèlerins à Knock au début des années 1880, mais dans les années suivantes, le flux de pèlerins a commencé à diminuer. Le pèlerinage ne sera relancé que cinquante ans plus tard. De nos jours encore, un certain nombre de guérisons sont régulièrement déclarées dans le sanctuaire de Knock et ceux qui déclarent avoir été guéris ici laissent encore des béquilles et des bâtons à l'endroit où l'on pense que l'apparition s'est produite. Chaque diocèse irlandais fait un pèlerinage annuel au sanctuaire marial et la neuvaine de Knock attire 10 000 pèlerins en août.

#### Pèlerinages
Les autorités de l'Église catholique ont manifesté au cours du temps des marques d'attention et de reconnaissance envers le sanctuaire de Knock :
- Le 1er novembre 1945 (fête de la Toussaint), le pape Pie XII a béni la bannière de Knock en la basilique Saint-Pierre de Rome et l'a décorée d'une médaille spéciale[18],[19].
- Le 2 février 1960 (fête de la Chandeleur), le pape Jean XXIII a offert une bougie spéciale à Knock[18],[19].
- Le 6 juin 1974, la première pierre de l'église « Notre-Dame reine d'Irlande », construite à Knock, a été bénie par le pape Paul VI[18],[19].
- Le 30 septembre 1979, le pape Jean-Paul II a visité le sanctuaire pour célébrer le centenaire de l'apparition. Au cours de cette visite historique, le pape s'est adressé au personnel malade et infirmier, il a célébré la messe dans le sanctuaire, et il est allé prier devant le mur de l'apparition. Le pape a élevé l'église (du sanctuaire) au rang de basilique mineure et il a offert une bougie ainsi qu'une rose d'or au sanctuaire[19].
- Le 26 août 2018, le pape François a visité le sanctuaire de Knock dans le cadre d'une visite en Irlande pour la 9e rencontre mondiale des familles.

### Margaret Anna Cusack

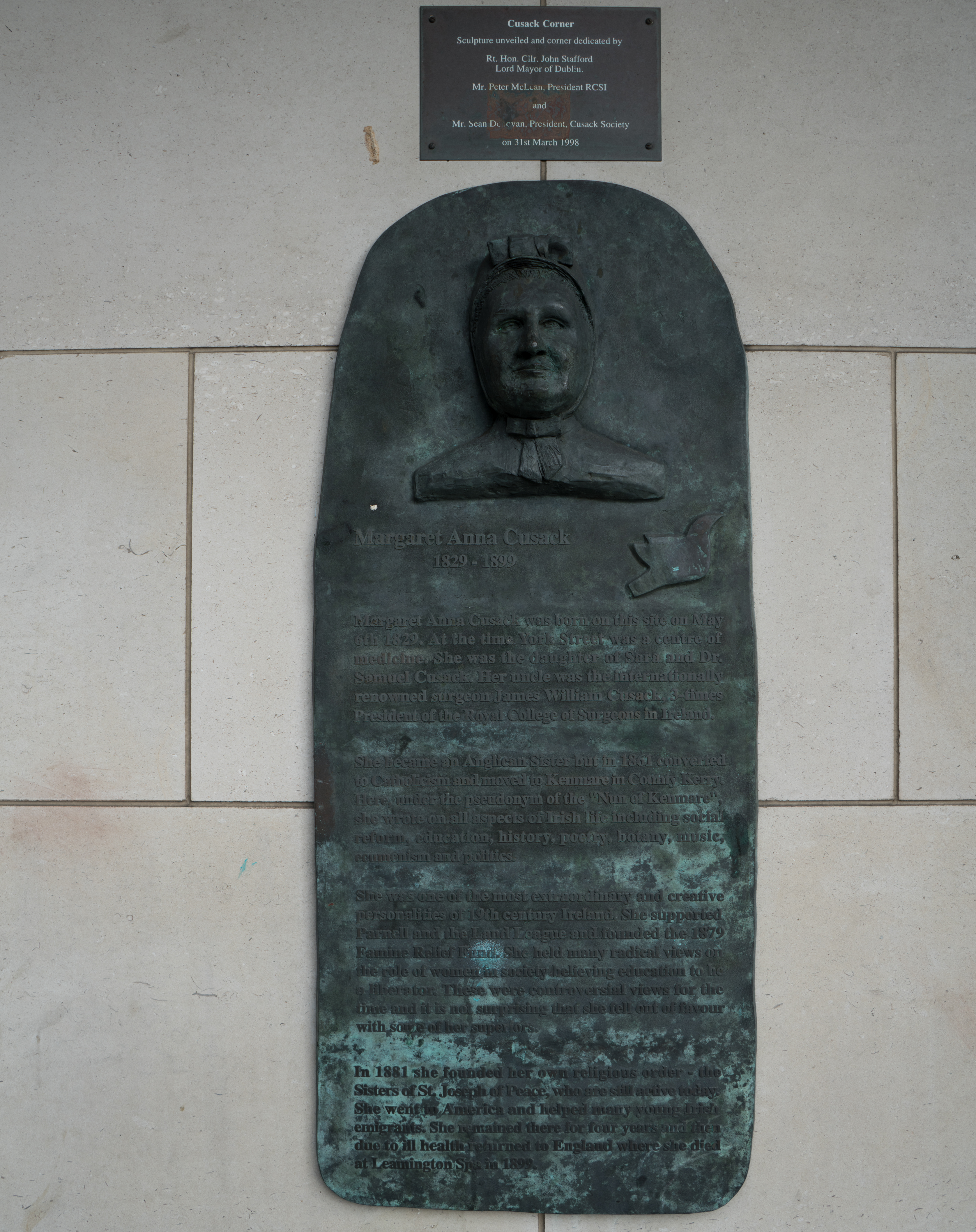
Mémorial de Margaret Anna Cusack, la religieuse de Kenmare.

Margaret Anna Cusack (en), aussi connue sous le nom de la religieuse de Kenmare est une religieuse anglicane, convertie au catholicisme. Elle entre dans l'ordre des Clarisses et s'investit dans l'action sociale durant la guerre agraire ; elle collecte des fonds pour aider les pauvres. Elle s'investit également lors de l'apparition de Knock pour diffuser le message et la dévotion, tout en collectant des fonds pour construire un couvent de religieuses dans ce village. Elle quitte son ordre avec l'autorisation du pape Léon XIII pour fonder la congrégation des Sœurs de Saint Joseph de la Paix (en). Mais, entrée en conflit avec l'évêque Mgr John MacEvilly, elle quitte Knock à la fin de 1883 en emportant non seulement la plupart des documents originaux et historiques sur les événements de Knock mais aussi l'argent souscrit pour y construire un couvent à Knock. Son départ et la subtilisation de l'argent provoquent un scandale international et donne à Knock une « réputation sulfureuse » qui ne sera défaite qu'après plus de cinquante ans. La religieuse de Kenmare ne s'est jamais remise des blessures qu'elle pensait avoir infligées à Knock, car des rumeurs et des insinuations sur son départ de Knock l'ont suivie en Amérique, où elle s'était réfugiée. À la suite de cela, elle quitte l’Église catholique et retourne à l'Église anglicane,.